# Élection présidentielle de 2023 en Artsakh
L'élection présidentielle de 2023 en Artsakh a lieu de manière anticipée le 9 septembre 2023 afin d'élire le président de l'Artsakh, une république sécessionniste de l'Azerbaïdjan non reconnue par la majorité de la communauté internationale.
Il s'agit d'un scrutin intercalaire à la suite de la démission du président Arayik Haroutiounian dans le contexte de la défaite artsakhe de 2020 et de la crise frontalière et humanitaire qui s'ensuit du fait du blocus du corridor de Latchine.
Samvel Chakhramanian est élu par les parlementaires. Confronté à la défaite militaire du pays, il finit par en annoncer la dissolution, effective le 1er janvier 2024.

## Contexte

### Précédente élection

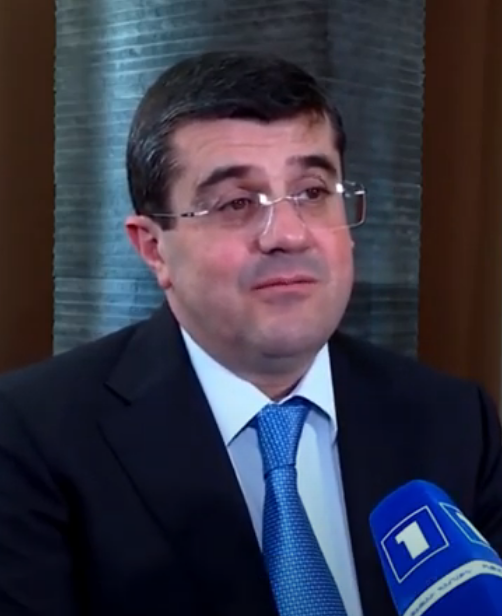
Arayik Haroutiounian.

Le Haut-Karabagh a déclaré unilatéralement son indépendance de l'Azerbaïdjan en 1991, mais seule l'Abkhazie, l'Ossétie du Sud-Alanie et la Transnistrie reconnaissent cette indépendance.
Lors de l'élection présidentielle de 2020, organisée en même temps que des élections législatives, le pays connait sa première élection présidentielle au scrutin direct depuis la mise en place d'une nouvelle constitution approuvée par référendum en février 2017. Cette dernière renomme le pays en république d'Artsakh et instaure un régime présidentiel, le poste de Premier ministre étant supprimé et ses attributions transférées au président de la République. Le président Bako Sahakian est ainsi exceptionnellement réélu en 2017 par les députés l'Assemblée nationale pour un intérim de trois ans avant l'organisation pour la première fois simultanée des scrutins présidentiels et législatives en 2020. Bien que rééligible pour un nouveau mandat en vertu de la nouvelle constitution, Sahakian ne se présente pas pour un nouveau mandat,.
L'élection de 2020 voit le dirigeant de la coalition Mère patrie libre, Arayik Haroutiounian, manquer de très peu une élection dès le premier tour avec 49,17 % des voix, entrainant l'organisation d'un second tour pour la première fois de l'histoire du pays. À la suite de la propagation de la pandémie de Covid-19 dans le pays, son adversaire Masis Mayilian appelle les électeurs à ne pas se rendre aux urnes pour le second tour, entrainant l'élection d'Haroutiounian à une écrasante majorité de 88,01 % des suffrages exprimés,,. Il prend ses fonctions le 21 mai suivant.

### Guerre de 2020 et blocus du corridor de Latchine
Le pays connait une sévère défaite lors de la guerre de 2020 au Haut-Karabagh, suivie d'une crise frontalière entre l'Arménie et l'Azerbaïdjan. Le blocus du corridor de Latchine à partir de décembre 2022 provoque une crise humanitaire qui évolue en une famine qualifiée par les Arméniens d'Artsakh de tentative de génocide,. Les forces russes sont mandatées pour le maintien de la paix, avec pour principales missions de s'interposer le long de la ligne de front et de garantir la libre circulation dans le corridor de Latchine, seul lien entre le Haut-Karabagh et le monde extérieur, via l'Arménie. Lors de l'installation d'un poste de contrôle militaire azerbaïdjanais bloquant le corridor de Latchine, en avril 2023, les forces russes ne réagissent pas. De fait elles n'accomplissent pas la mission pour laquelle elles sont mandatées, ce qui attire des critiques à l'international,. De même en juillet 2023, les forces russes refusent d'escorter le long du corridor les camions contenant 400 tonnes d'aide humanitaire d'urgence.
Ce contexte amène le président Arayik Haroutiounian à être vivement critiqué. Le 16 mars 2023, le Parlement adopte un amendement de la Constitution pour lui permettre d'élire un nouveau président de la République au suffrage indirect pour terminer le mandat du président sortant si le poste devient vacant. Cette réforme est perçue comme un prélude à la démission d'Haroutiounian, même si la présidence dément. Confronté à une manifestation le 29 août 2023 après un nouvel incident ayant vu trois Arméniens d'Artsakh kidnappés par des gardes frontières azéris, il annonce envisager de démissionner et de rejoindre la milice frontalière. Deux jours plus tard, il annonce sa démission, après avoir confié la majorité de ses pouvoirs au ministre d'Etat et secrétaire au Conseil de sécurité Samvel Chakhramanian, un de ses proches conseillers. Sa démission est effective le 1er septembre,,.
L'article 168 du chapitre XII de la Constitution prévoit ainsi une élection présidentielle anticipée au scrutin indirect,. Samvel Chakhramanian se déclare rapidement candidat, et obtient le soutien, outre la coalition présidentielle Mère patrie libre, des partis d'opposition Justice, Fédération révolutionnaire arménienne et Parti démocrate. À la tête du parti Mère patrie unie, soutien de la majorité présidentielle sortante, Samvel Babaian déclare quant à lui son intention de s'abstenir de voter pour Chakhramanian. Il tente d'être lui même candidat, mais sa candidature est rejetée faute de certificat de nationalité et de résidence,.

## Système électoral
En temps normal, le président de la République est élu au scrutin uninominal majoritaire à deux tours pour un mandat de cinq ans renouvelable une seule fois. Pour l’emporter dès le premier tour, un candidat doit réunir la majorité absolue des suffrages exprimés. À défaut, un second tour est organisé deux semaines plus tard entre les deux candidats arrivés en tête, et celui recueillant le plus de suffrages est déclaré élu.
Ce scrutin anticipé intervient cependant dans le cadre d'une session extraordinaire conformément à l'article 168.1 de la Constitution de la République d'Artsakh et à l'article 149.1 du règlement de l'Assemblée nationale. Le président est élu au suffrage indirect par les députés l'Assemblée nationale, pour la durée restante du mandat de cette dernière, soit jusqu'en 2025,.

## Résultats
|                          | Samvel Chakhramanian     | Indépendant              | 22 | 95,65 |  |  |  |  |  |
| Contre                   | Contre                   | Contre                   | 1  | 4,35  |  |  |  |  |  |
|                          |                          |                          |    |       |  |  |  |  |  |
| Votes valides            | Votes valides            | Votes valides            | 23 | 100   |  |  |  |  |  |
| Votes blancs et nuls     | Votes blancs et nuls     | Votes blancs et nuls     | 0  | 0     |  |  |  |  |  |
| Total                    | Total                    | Total                    | 23 | 100   |  |  |  |  |  |
| Abstention               | Abstention               | Abstention               | 10 | 30,30 |  |  |  |  |  |
| Inscrits / participation | Inscrits / participation | Inscrits / participation | 33 | 69,70 |  |  |  |  |  |

## Suites
Samvel Chakhramanian prend ses fonctions le lendemain 10 septembre. Son élection n'est pas reconnue par la communauté internationale, qui la qualifie d'« illégale »,. Alors que l'Arménie a reconnu la souveraineté de l'Azerbaïdjan, il se montre opposé au retour au giron azéri.
Neuf jours plus tard, l’Azerbaïdjan lance une nouvelle offensive sur le Haut-Karabagh. Au terme de vingt-quatre heures de combats, les séparatistes déposent les armes. Un cessez-le-feu ainsi qu'une trêve sont décrétés au début de la journée du 20 septembre à la suite de la médiation des forces de maintien de la paix russes présentes sur place. Des négociations ont lieu à Yevlax dès le 21 septembre. Le 28, Samvel Chakhramanian annonce la dissolution par décret de l'Artsakh — effective au 1er janvier 2024 — sur fond d'exode de la population vers l'Arménie.